# 马兰基利亚
马兰基利亚，是西班牙阿拉贡自治区萨拉戈萨省的一个市镇。 总面积37平方公里，总人口150人（2001年），人口密度4人/平方公里。